# Sciaphila aneitensis
Sciaphila aneitensis är en enhjärtbladig växtart som beskrevs av William Botting Hemsley. Sciaphila aneitensis ingår i släktet Sciaphila och familjen Triuridaceae. Inga underarter finns listade.